# Comuna Žiri
Žiri (Občina Žiri) este o comună din Slovenia, cu o populație de 4.868 de locuitori (2002).

## Localități
Brekovice, Breznica pri Žireh, Goropeke, Izgorje, Jarčja Dolina, Koprivnik, Ledinica, Mrzli Vrh, Opale, Osojnica, Podklanec, Račeva, Ravne pri Žireh, Selo, Sovra, Zabrežnik, Žiri, Žirovski Vrh